# Pilatus PC-21
Пілатус PC-21 (англ. Pilatus PC-21) — швейцарський двомісний навчальний низькоплан з турбогвинтовим двигуном, розроблений авіабудівною компанією «Pilatus Aircraft».

## Історія створення
Розробка літака почалася в січні 1999 року. Перший прототип був випущений 30 квітня 2002 року в комуні Штанс, Швейцарія та 1 липня того ж року прототип зробив перший політ. Другий прототип піднявся в повітря 21 липня 2004 року.

## Експлуатація
У квітні 2008 року в авіації ВПС Швейцарії замовили 4 літака, а в грудні 2010 року було зроблено замовлення ще на 2 літаки.

## Тактико-технічні характеристики
Джерело: 
Основні характеристики
- Екіпаж: 2
- Довжина: 11,2 м
- Висота: 3,75 м
- Розмах крила: 9,1 м

- Площа крила: 15,22 м²
- Маса порожнього: 2270 кг
- Максимальна злітна маса: 3100 кг або 4250 кг в залежності від модифікації
- Силова установка: 1 × ТГД Pratt & Whitney Canada PT6A-68B   ( 1200 кВт)

Льотні характеристики
- Практична дальність: 1333 км
- Швидкопідйомність: 1219 м/хв

## На озброєнні

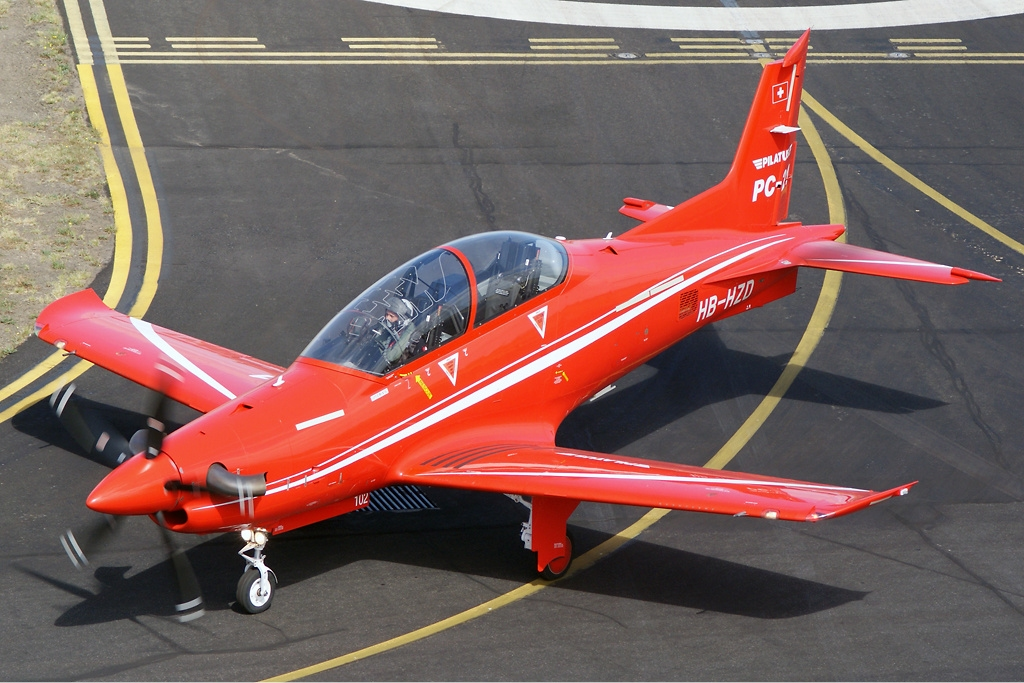
PC-21

- Швейцарія — 8 PC-21, станом на 2012 рік[3]
- Сінгапур — 19 PC-21, станом на 2012 рік[4]
- ОАЕ — 25 PC-21, станом на 2012 рік[5]
- Саудівська Аравія — замовлено 55 PC-21, станом на травень 2012[6]
- Катар — замовлено 24 PC-21, станом на липень 2012
- Франція — замовлено 17 РС-21 до січня 2017 року[7]
- Австралія — замовлено 49 РС-21  в 2012 році до кінця 2017 року [8]
- Йорданія — 8 РС-21 на 2016 рік. [9]